# Grafmonument van P.J. van Paesschen
Het grafmonument van P.J. van Paesschen is een monument op begraafplaats Orthen in de Nederlandse stad 's-Hertogenbosch.

## Achtergrond
Pieter Jan van Paesschen (1809-1887) was een uit België afkomstige musicus en componist. Van 1839 tot aan zijn overlijden was hij organist van de Sint-Janskathedraal in Den Bosch. Zijn vrienden en bewonderaars lieten in 1891 een gedenkteken op zijn graf oprichten, die was gemaakt in het atelier van architect Jan Bolsius. Beeldhouwer Michiel van Bokhoven was verantwoordelijk voor het marmeren portretmedaillon. Het monument staat niet meer op de oorspronkelijke plek, het is geplaatst aan de zuidoostelijke kant van de Bisschopskapel.

## Beschrijving
Het eclectisch grafmonument bestaat uit een gedenknaald, bekroond met een kruis. Aan de voorzijde is het witmarmeren portretmedaillon van Van Paesschen aangebracht, met daaronder een palmtak. Op de sokkel zijn aan de zijkanten marmeren lauwerkransen gehangen. Het opschrift aan de voorzijde luidt: 

AAN
P.JEAN van PAESSCHEN
* 1809 † 1887
ZIJNE VEREERDERS
EN
ZIJNE VRIENDEN

## Waardering
Het grafmonument werd in 2002 als rijksmonument in het Monumentenregister opgenomen, onder meer vanwege de "cultuurhistorische waarde als bijzondere uitdrukking van een sociale en geestelijke ontwikkeling, in het bijzonder de ontwikkeling van de katholieke grafcultuur, het is tevens van belang als illustratie van de typologische ontwikkeling van het grafmonument. (...) Het graf heeft kunsthistorisch belang vanwege de toegepaste eclectische ornamentiek. Het graf heeft ensemblewaarden als onderdeel van een groter geheel met cultuurhistorische, architectuurhistorische en typologische samenhang."